# Jess Thomas
Jess Thomas (Hot Springs (Dakota del Sud), 4 agosto 1927 – Tiburon (California), 11 ottobre 1993) è stato un tenore statunitense.

## Biografia
Ha studiato psicologia all'Università del Nebraska-Lincoln.
Il 1º ottobre 1957 debutta come Faninal's Major-Domo in Der Rosenkavalier diretto da Erich Leinsdorf con Elisabeth Schwarzkopf e Rita Streich al San Francisco Opera seguito da Malcolm in Macbeth (opera) diretto da Francesco Molinari Pradelli con Giuseppe Taddei, Leonie Rysanek.
Al Festival di Bayreuth debutta nel 1961 come protagonista in Parsifal (opera) diretto da Hans Knappertsbusch con George London e Hans Hotter.
Nel 1962 a Bayreuth è il protagonista in Lohengrin (opera) diretto da Wolfgang Sawallisch con Anja Silja, Ramón Vinay, Astrid Varnay e Tom Krause e debutta al Metropolitan Opera House di New York come Walther von Stolzing in Die Meistersinger von Nürnberg con Paul Schöffler, Charles Anthony Caruso ed Ezio Flagello seguito da Bacchus in Ariadne auf Naxos diretto da Karl Böhm con Leonie Rysanek, Gianna D'Angelo, Flagello e Caruso.
Nel 1963 al Metropolitan è Radames in Aida diretto da Nello Santi con Leontyne Price, Rita Gorr, Mario Sereni e Jerome Hines seguito da Florestan in Fidelio diretto da Böhm con Leonie Rysanek, Judith Raskin, Caruso e Flagello, debutta al Teatro La Fenice di Venezia come Parsifal diretto da André Cluytens con Regina Resnik e Josef Greindl ed a Bayreuth è Walther von Stolzing in Die Meistersinger von Nürnberg diretto da Thomas Schippers con Kurt Böhme e la Silja e canta nella Sinfonia n. 9 (Beethoven) diretto da Böhm con Gundula Janowitz, Grace Bumbry e London.
Nel 1964 al Met è Lensky in Evgenij Onegin (opera) diretto da Schippers con Leontyne Price, Rosalind Elias, Giorgio Tozzi e Lili Chookasian, Lohengrin con Leonie Rysanek, Margaret Harshaw, Hermann Uhde e Hines e Samson in Samson et Dalila diretto da Georges Prêtre con la Gorr e Justino Díaz e debutta al Wiener Staatsoper come Der Kaiser in Die Frau ohne Schatten diretto da Herbert von Karajan con Leonie Rysanek, Lucia Popp, Fritz Wunderlich, Walter Berry e Christa Ludwig seguito da Walther von Stolzing in Die Meistersinger von Nürnberg diretto da Josef Krips con Wilma Lipp ed al Festival di Salisburgo come Bacchus in Ariadne auf Naxos diretto da Böhm con i Wiener Philharmoniker, la Ludwig, Schöffler, Sena Jurinac, Reri Grist e la Popp.
Nel 1965 al Met è Calaf in Turandot diretto da Fausto Cleva con Birgit Nilsson, Bonaldo Giaiotti e Lucine Amara, debutta al Teatro alla Scala di Milano nella prima di Lohengrin diretto da Sawallisch con la Varnay, a Vienna Bacchus in Ariadne auf Naxos con Irmgard Seefried, la Grist, Lisa Della Casa e la Popp, Mario Cavaradossi in Tosca (opera) con Berry, Radames in Aida diretto da Böhm con la Ludwig, Gottlob Frick e Berry, Lohengrin diretto da Böhm con Martti Talvela, la Ludwig, Eberhard Waechter e Berry e Parsifal con Waechter, Hotter e Berry ed a San Francisco The Tenor in Ariadne auf Naxos con la Grist, Walther von Stolzing in Die Meistersinger von Nürnberg con Pilar Lorengar, Lohengrin e Mario Cavaradossi in Tosca diretto da Piero Bellugi con Vinay.
Nel 1966 a Vienna è Florestan in Fidelio diretto da Krips con Leonie Rysanek, Schöffler, Berry, Frick ed Anneliese Rothenberger, Tannhäuser a Bayreuth con Talvela, Hermann Prey, Leonie Rysanek e la Silja ed a San Francisco con Régine Crespin ed al Met Caesar nella prima assoluta di Antony and Cleopatra di Samuel Barber diretto da Schippers con Díaz, Leontyne Price, Flagello e la Elias.
Nel 1967 a Vienna è Tannhäuser con Anton Dermota e Leonie Rysanek e Tristan in Tristan und Isolde diretto da Böhm con Talvela, la Nilsson e Dermota ed a San Francisco con Josef Greindl Loge in Das Rheingold e Tristan in Tristan und Isolde.
Nel 1968 a San Francisco è Siegmund in Die Walküre con la Crespin ed a Vienna è Loge in Das Rheingold con Karl Ridderbusch e Frick e Siegmund in Die Walküre con Frick e Leonie Rysanek.
Nel 1969 debutta al Royal Opera House, Covent Garden di Londra come Walther von Stolzing in Die Meistersinger von Nürnberg diretto da Georg Solti con George Shirley, a Vienna è Siegfried in Sigfrido (opera) con la Nilsson, Gerhard Stolze, Frick e la Grist, a Bayreuth diretto da Lorin Maazel Sigfried ne Il crepuscolo degli dei  con Greindl e Helga Dernesch ed in Sigfried con Stolze e Greindl ed a San Francisco Siegfried ne Il crepuscolo degli dei diretto da Otmar Suitner con Amy Shuard.
Nel 1970 a Vienna, dove canta fino al 1982, è Siegfried ne Il crepuscolo degli dei con la Nilsson, la Janowitz e Frick e Menelas in Die ägyptische Helena diretto da Krips con Gwyneth Jones, Edita Gruberová e Peter Schreier ed a San Francisco Siegfried diretto da Suitner.
Nel 1971 è Tristan in Tristan und Isolde diretto da Leinsdorf con la Nilsson al Met ed a Londra diretto da Solti.
Nel 1972 al Met è Siegfried diretto da Leinsdorf con la Nilsson, la Chookasian e Stolze e Siegmund in Die Walküre diretto da Leinsdorf con la Jones e Jean Kraft.
Nel 1973 a San Francisco è il protagonista in Peter Grimes con John Pritchard (direttore d'orchestra) e nel 1974 al Met Siedfried ne Il crepuscolo degli dei diretto da Rafael Kubelík con la Nilsson e Nell Rankin e Parsifal diretto da William Steinberg con la Kraft ed a San Francisco Parsifal diretto da Suitner con Kurt Moll.
Nel 1978 al Met è Tannhäuser diretto da James Levine con Bernd Weikl, Tatiana Troyanos, Moll e Caruso cantando al Met fino al 1983 in 109 recite.
Al Grand Théâtre di Ginevra nel 1980 è Le ténor/Bacchus in Ariane à Naxos diretto da Pritchard con Éva Marton e la Gruberová.

## Discografia
- Mahler: Das Lied von der Erde - Anna Reynolds/Jess Thomas/Vienna Symphony Orchestra/Josef Krips, Orfeo
- Wagner, Anello del Nibelungo - Karajan/BPO, Deutsche Grammophon
- Wagner, Lohengrin - Sawallisch/Crass/Thomas/Silja, 1962 Decca
- Wagner, Parsifal - Knappertsbusch/Dalis/Thomas, 1962 Philips
- Wagner, Sigfrido - Karajan/Thomas/Dernesch/Stolze, Deutsche Grammophon - Grammy Award for Best Opera Recording 1970

## DVD
- Strauss R: Ariadne auf Naxos (Salzburg Festival, 1965) - Paul SchöfflerSena Jurinac/Jess Thomas/Reri Grist/Karl Böhm, Arthaus Musik